# One & One Is One
One & One Is One es un álbum de estudio de la banda británica Medicine Head. Fue publicado en noviembre de 1973 a través de Polydor Records.

## Recepción de la crítica
Un escritor no especificado de la revista Cash Box declaró: “Un buen álbum de rock no siempre es fácil de presentar adecuadamente, pero eso es exactamente lo que Medicine Head ha hecho con su LP debut de Polydor. La canción que da nombre al álbum es extremadamente pegadiza y cuenta con un excelente trabajo de guitarra y una excelente voz de J. Fiddler, quien escribió todas las melodías menos una del LP. «Morning Light» es una bonita balada con un agradable toque de arpa de P. Hope Evans y «Out on the Street», «Instant Karma Kid» y «Another Lay» son ejemplos de la rigidez que el grupo ha aprendido a lograr en el estudio. Este parece un producto bueno y sólido y hay promesas de más por parte del talentoso dúo”. Un escritor no especificado de la revista Billboard describió One & One Is One como un “buen conjunto comercial de rock sin pretensiones pero relativamente manso como «How Does It Feel» de una banda básica pero hábil”. Un escritor no especificado de la revista Record World señaló que “el buen folk rock llega de la mano de Medicine Head en forma de sabrosas baladas”.

## Lista de canciones
Todas las canciones escritas y compuestas por J. Fiddler, excepto donde esta anotado. 
| Lado uno |                                    |                                 |          |  |
| N.º      | Título                             | Escritor(es)                    | Duración |  |
| 1.       | «Out on the Street»                |                                 | 3:27     |  |
| 2.       | «How Does It Feel»                 |                                 | 3:09     |  |
| 3.       | «Instant Karma Kid»                | P. Hope-Evans Fiddler           | 3:45     |  |
| 4.       | «Another Lay»                      |                                 | 3:55     |  |
| 5.       | «Blue Suede Shoes – To Train Time» | Carl Perkins Hope-Evans Fiddler | 4:42     |  |

| Lado dos |                             |                    |          |  |
| N.º      | Título                      | Escritor(es)       | Duración |  |
| 1.       | «One & One Is One»          |                    | 3:27     |  |
| 2.       | «Morning Light»             |                    | 5:12     |  |
| 3.       | «I Know Why»                |                    | 3:58     |  |
| 4.       | «All the Fallen Teenangels» | Hope-Evans Fiddler | 5:16     |  |

## Créditos y personal
Créditos adaptados desde las notas de álbum de One & One Is One.
Músicos
- J. Fiddler – voces, guitarras, batería
- P. Hope Evans – armónica, arpa judía
- Pat Donaldson – bajo eléctrico
- Clive Thacker – batería (1, 2, 6, 8)
- Roy Dyke – batería (7, 9)
- Mick Liber – slide guitar (2, 5, 7, 9)
- Brian Parish – guitarra (9)
- Tony Ashton – piano, órgano, Mellotron

Personal técnico
- Tony Ashton – productor
- Phil Dunne – ingeniero de audio
- Allan Harris – ingeniero de audio